# Voir l'homme invisible
Voir l'homme invisible (titre original : To See the Invisible Man) est une nouvelle de science-fiction de Robert Silverberg.

## Publications

### Première publication aux États-Unis
La nouvelle est parue aux États-Unis en avril 1963 dans Worlds of Tomorrow.

### Publications en Grande-Bretagne
La nouvelle a été publiée en Grande-Bretagne :
- dans les anthologies Earth's Other Shadow (juin 1977)[1], The Best of Robert Silverberg (août 1977)[2] et New Stories from the Twilight Zone (1992)[3] ;
- dans l'anthologie To the Dark Star (1991)[4].

### Publications dans d'autres pays occidentaux
Si l'on ne prend en compte que les parutions aux États-Unis, au Royaume-Uni, en Allemagne et en France, la nouvelle a été publiée, entre 1963 et 2012, à 43 reprises dans des recueils de nouvelles de Silverberg ou dans des anthologies regroupant des nouvelles de divers auteurs. C'est l'une des nouvelles les plus célèbres et les plus éditées de l'auteur.
La nouvelle a été publiée :
- en Italie sous le titre Il marchio dell'invisibile (1964)[6] ;
- aux Pays-Bas sous le titre Zie de Onzichtbare Man (1977)[7] ;
- en Allemagne :
  - sous le titre Die Unsichtbaren (1975) ;
  - sous le titre Der Anblick des unsichtbaren Menschen (1993)[8] ;
- en Croatie sous le titre Vidjeti nevidljivoga (1979) ;
- en Pologne sous le titre Zobaczyć niewidzialnego ? (1991) ;
- en Finlande sous le titre Nähdä näkymätön ihminen (1996)[9].

### Publications en France
La nouvelle été publiée à onze reprises en langue française.
- dans le magazine Galaxie (2e série no 1) publié par les éditions OPTA en mai 1964 avec une traduction de  Michel Demuth;
- dans l'anthologie Histoires de demain. En tenant compte des rééditions, cinq des onze éditions françaises de la nouvelle ont été faites dans cette anthologie.
- dans l'anthologie Le Livre d'or de la science-fiction : Robert Silverberg 1979 .
- dans le recueil Le Chemin de la nuit (grand format) parue en 2002, aux éditions Flammarion, avec une traduction de Pierre-Paul Durastanti. Une nouvelle édition en format poche est intervenue chez J'ai lu en 2004. La nouvelle est ainsi l'une des 124 meilleures nouvelles de Silverberg sélectionnées pour l'ensemble de recueils Nouvelles au fil du temps, dont Le Chemin de la nuit est le premier tome.
- dans l'anthologie Nouvelles des siècles futurs, Omnibus, 2004

## Résumé
La nouvelle débute ainsi : « Alors on m'a déclaré coupable et condamné à l'invisibilité pour une durée d'un an, à compter de ce 11 mai de l’an de grâce 2104 ». 
Le narrateur détaille comment il passe une année de sa vie sans que les autres humains, y compris les membres de sa famille, ses amis, ses collègues de travail, fassent mine de le voir… À la fin de sa « période d'invisibilité », il est accueilli par tout le monde comme s'il revenait d'un long voyage. 
La nouvelle se termine par son émotion de rencontrer un homme comme lui condamné à la peine d'invisibilité et en train de purger sa peine. Le prenant dans ses bras pour le réconforter, il est de nouveau arrêté. La nouvelle se termine ainsi : « On va encore me juger. Non pour crime de froideur, cette fois-ci, mais pour crime de sympathie. Peut-être me trouvera-t-on des circonstances atténuantes et me relâchera-t-on. Peut-être pas. Peu m'importe. Si on me condamne, je saurai porter mon invisibilité comme un glorieux bouclier ».

## Adaptations télévisées
La nouvelle a fait l'objet d'une adaptation télévisée, avec un scénario de Robert Silverberg, dans Voir l'homme invisible, épisode 16b de la saison 1 de La Cinquième Dimension.
La nouvelle a aussi été adaptée dans le téléfilm intitulé Rubis (1984), réalisé par Daniel Moosmann.